# Niger na Mistrzostwach Świata w Lekkoatletyce 2022
Niger na Mistrzostwach Świata w Lekkoatletyce 2022 – reprezentacja Nigru podczas mistrzostw świata w Eugene liczyła 1 zawodniczkę, która nie zdobyła żadnego medalu.

## Skład reprezentacji

### Kobiety
| Zawodniczka    | Konkurencja   | Eliminacje   | Eliminacje | Półfinał | Półfinał | Finał | Finał   | Źródło            |
| Zawodniczka    | Konkurencja   | Wynik        | Pozycja    | Wynik    | Pozycja  | Wynik | Pozycja | Źródło            |
| -------------- | ------------- | ------------ | ---------- | -------- | -------- | ----- | ------- | ----------------- |
| Aminatou Seyni | bieg na 100 m | 11,09 (,081) | 14. Q      | 11,21    | 17.      | NQ    | NQ      | [ 1 ] [ 2 ]       |
| Aminatou Seyni | bieg na 200 m | 21,98        | 1. Q       | 22,04    | 6. Q     | 22,12 | 4.      | [ 3 ] [ 4 ] [ 5 ] |